# Vit klockkotinga
Vit klockkotinga (Procnias albus) är en fågel i familjen kotingor inom ordningen tättingar.

## Utbredning och systematik
Vit klockkotinga delas in i två underarter:
- Procnias albus albus - förekommer vid sydöstra Venezuelas gräns till Guyana och östra Amazonområdet i Brasilien
- Procnias albus wallacei - förekommer i nordöstra Brasilien (Belémområdet i östra Pará)

## Läte
Enligt en studie publicerad 2019 gör fågeln det ljudligaste fågellätet som någonsin uppmätts med 125 dB. Rekordet hölls tidigare av larmpiha med 116 dB.

## Status och hot
Arten har ett stort utbredningsområde, men tros minska i antal, dock inte tillräckligt kraftigt för att den ska betraktas som hotad. Internationella naturvårdsunionen IUCN listar arten som livskraftig (LC).